# Hivern del 1882
Hivern del 1882 és un quadre de Francesc Masriera i Manovens dipositat al Museu Nacional d'Art de Catalunya a Barcelona.

## Context històric i familiar
Els joiers Masriera són una nissaga de joiers que cobreix sencers els segles xix i xx. El primer Masriera, de nom Josep, va néixer a Sant Andreu de Llavaneres el 1810. Es va establir com a joier a Barcelona l'any 1839, al carrer dels Vigatans cantonada amb el carrer de l'Argenteria, i va tindre tres fills que van treballar al costat del pare i continuaren el taller, encara que tenien altres activitats: Josep era pintor paisatgista, Francesc pintava retrats i figures, i Frederic era escultor. El 1872, els Masriera es traslladaren al carrer de Ferran, i el 1915 la joieria Masriera passà al passeig de Gràcia, on encara es troben i distribueixen les joies modernistes dissenyades per Lluís Masriera (1872-1958), fill del segon Josep.
Francesc Masriera, autor de d'aquesta pintura a l'oli sobre tela l'any 1882, va néixer el 1842 i viatjà de molt jove a París i Ginebra per a estudiar les tècniques de l'esmalt. L'any 1865 tota la família va viatjar a París i Londres, i el 1867 s'establiren tot l'any a París. Aquests viatges a l'estranger, que Francesc sovintejà més endavant, formaren el cosmopolitisme visual que caracteritza la seua obra, molt propera a les de Meissonier i Stevens, i, naturalment, a la de Fortuny. Com en l'obra d'aquests pintors, abunden en la de Francesc Masriera els temes orientalistes i la visió intimista de figures de noies nord-africanes.

## Descripció
Aquesta pintura a l'oli sobre tela de 79 cm × 62 cm i de clara adscripció al realisme anecdòtic representa una noia abillada segons la moda de l'època amb uns maniguets que la protegeixen del fred de l'hivern. Obtingué un gran èxit de crítica i públic des que s'exposà el març del 1882 a la Sala Parés de Barcelona. Immediatament fou exhibida a Madrid i a diverses exposicions, entre elles a la Universal de Barcelona del 1888. A tot arreu l'acompanyà l'èxit, i la seua difusió fotogràfica a les revistes d'art europees motivà imitacions diverses, entre les quals destaca la del pintor rus Vladimir Makovsky, avui al museu de Kherson (Ucraïna), pintada l'any 1884.